# Parti haïtien Tèt Kale

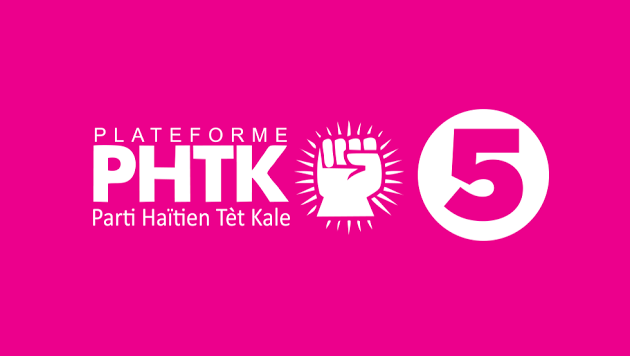
logo du PHTK

Le Parti haïtien Tèt Kale (PHTK) est un parti politique haïtien. Liné Balthazar en est le président.

## Histoire
Le parti est officiellement constitué le 16 août 2012. Il prend la suite de Réponse paysanne.
Le nom Tet Kalé (signifiant littéralement « crâne rasé » ou « crâne chauve », en créole haïtien) vient d'un des surnoms donnés au président de la République d'Haïti d'alors, Michel Martelly.
Le parti est fortement critiqué après l'élection présidentielle controversée de 2015, accusé d’être corrompu et de se comporter en voleur. Jovenel Moïse, le candidat du Tèt Kale – qui se donnera le surnom Nèg Bannann nan lors de la campagne – remporta le scrutin du 25 octobre 2016 avec 56 % des voix, gagnant l'élection ainsi au (deuxième) premier tour. (Le taux de participation fut de moins de 21 %.).
Certains secteurs du parti seraient liés au crime organisé qu’ils auraient utilisé pour réprimer les manifestations populaires dans le cadre de la crise haïtienne de 2019-2021.
Le chef mafieux et ancien policier Jimmy Chérizier a mis à profit sa proximité avec le Parti haïtien Tèt Kale pour étendre son influence territoriale et fédérer plusieurs gangs. Avant plusieurs massacres à Port-au-Prince entre 2017 et 2020, il a reçu un soutien matériel, logistique et financier de hauts fonctionnaires du gouvernement Jovenel Moïse. Ces derniers lui fournissaient de l’argent, des uniformes de policiers et des véhicules officiels pour mener à bien ses attaques.
La crise culmine avec l'assassinat du président Jovenel Moïse le matin du 7 juillet 2021, à Pétion-Ville.
Le PHTK signe un accord du 30 janvier et s'oppose au gouvernement d'Ariel Henry,.

## Résultats électoraux

### Élections législatives
| Année     | %     | Sièges   | Rang | Gouvernement |
| --------- | ----- | -------- | ---- | ------------ |
| 2015-2016 | 34,01 | 31 / 119 | 1er  |              |

### Élections présidentielles
| Année | Candidat      | 1er tour | 1er tour | 2d tour | 2d tour |
| Année | Candidat      | %        | Rang     | %       | Rang    |
| ----- | ------------- | -------- | -------- | ------- | ------- |
| 2015  | Jovenel Moïse | 32,81    | 1er      |         |         |
| 2016  | Jovenel Moïse | 55,67    | 1er      |         |         |